# مسابقات فرمول یک فصل ۱۹۸۳
مسابقات فرمول یک فصل ۱۹۸۳ در سال ۱۹۸۳ میلادی برگزار شد. در این مسابقات نلسون پیکوئت (به انگلیسی: Nelson Piquet) از تیم برابهم و با خودروی بی‌ام‌دبلیو به قهرمانی رسید وی که در آغاز مسابقه در خط ۱ قرار داشت، بهترین زمان خود را در دور ۴ به دست آورد و در مجموع صاحب ۵۹ امتیاز شد.